# Pharmacothérapie

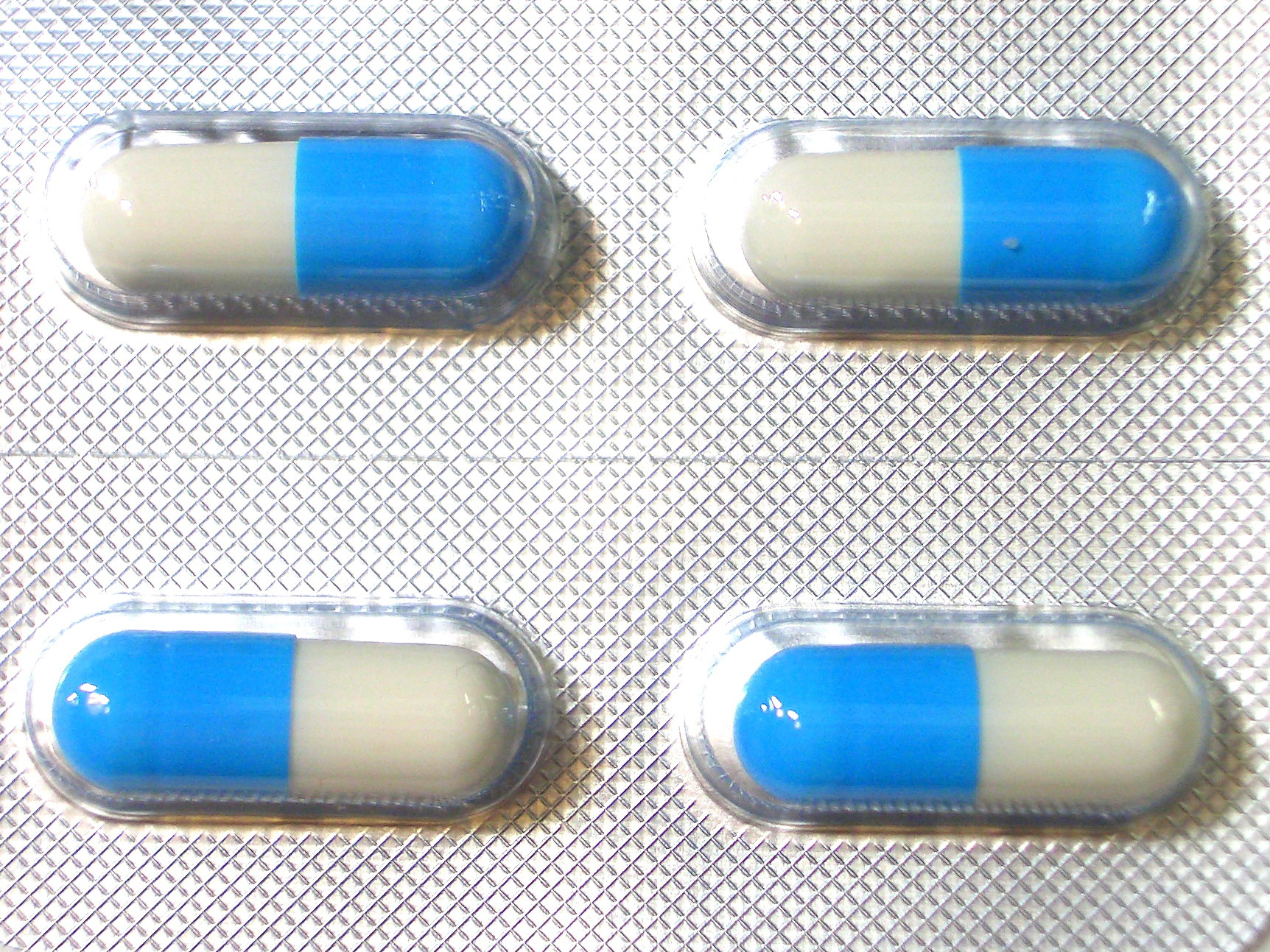
La pharmacothérapie est l'usage thérapeutique des médicaments, ici des gélules

La pharmacothérapie est l'utilisation thérapeutique des médicaments.

## Description
Pour plusieurs maladies ou conditions médicales spécifiques, il existe un certain nombre de médicaments qui sont spécialement indiqués et qui sont fréquemment, sinon toujours, prescrits. Ces indications peuvent être homologués par les autorités gouvernementales, par les compagnies pharmaceutiques, par des lignes directrices émises par des associations de professionnels de la santé et/ou par des études cliniques. Ainsi, la pharmacothérapie correspond à l'utilisation optimale des médicaments qui sont reconnus comme efficaces dans le traitement ou la prévention de ladite maladie.

## Problèmes reliés à la pharmacothérapie
La pharmacothérapie est souvent complexe, et plusieurs problèmes peuvent s'y glisser. Le pharmacien est le professionnel de la santé le mieux formé pour assister le patient dans l'utilisation de ses médicaments. Il existe une variété de problèmes reliés à la pharmacothérapie :
- Le patient a besoin d'une pharmacothérapie mais ne la reçoit pas.
  - Par exemple, un patient à risque élevé de maladies cardio-vasculaires a besoin d'aspirine faible dose pour la prévention primaire d'un infarctus du myocarde, mais n'en reçoit pas.
- Le patient reçoit un médicament autre que celui qui lui faut 
  - Par exemple, un patient souffrant de douleurs sévères qui reçoit de l'ibuprofène, mais nécessiterait un opioïde.
- Le patient reçoit le bon médicament, mais à une dose trop faible.
  - Par exemple, un patient hypertendu non contrôlée avec une dose d'antihypertenseur prescrite par le médecin.
- Le patient reçoit le bon médicament, mais à une dose trop élevée.
  - Par exemple, un patient cardiaque prenant de la digoxine à une dose trop élevée. La conséquence directe est l'apparition d'une toxicité au médicament.
- Le patient présente des effets indésirables à l'utilisation d'un médicament 
  - Par exemple, nausées, vomissements et constipation associés à l'utilisation d'opioïdes. Ce problème est souvent la conséquence d'une dose trop élevée ou d'une interaction médicamenteuse.
- Le patient subit une interaction médicamenteuse entre un médicament et un autre, entre un médicament et sa diète et/ou entre un médicament et un produit de santé naturel.
  - Par exemple, l'interaction entre l'amiodarone et la digoxine résulte en une augmentation de la concentration plasmatique de la digoxine, qui se traduit souvent par une toxicité.
  - Par exemple, l'interaction entre le jus de pamplemousse et les inhibiteurs de l'HMG-CoA réductase résulte en une augmentation des risques de rhabdomyolyse, un effet secondaire rare mais très grave de ces médicaments anti-cholestérol.
  - Par exemple, l'interaction entre le millepertuis, un produit naturel utilisé pour la dépression légère à modérée, et la ciclosporine, un médicament anti-rejet. Il en résulte une diminution des concentrations plasmatiques de la ciclosporine, qui se traduit par un possible rejet du greffon.
- Le patient reçoit un médicament sans aucune indication.
  - Par exemple, un patient qui continue de prendre des gouttes ophtalmiques antibiotiques après que l'infection a été traitée.
- Le patient reçoit le bon médicament, mais n'est pas observant à sa thérapie (voir observance).
  - Par exemple, un patient sous anti-hypertenseur qui ne le prend pas régulièrement verra sa tension artérielle demeurer élevée. Lors de son prochain rendez-vous chez le médecin, les risques que ce dernier augmente la posologie sont grands. Ainsi, dès que le patient recommencera à prendre son médicament à tous les jours, sa tension artérielle risque de chuter dramatiquement, pouvant ainsi causer une hospitalisation et, conséquemment, une augmentation des coûts du système de soins de santé.